# Парквил (Мериленд)
Парквил (енгл. Parkville) насељено је место без административног статуса у америчкој савезној држави Мериленд.

## Демографија
По попису из 2010. године број становника је 30.734, што је 384 (-1,2%) становника мање него 2000. године.
| Група             | 2000.          | 2010.          |
| Белци             | 22.630 (72,7%) | 18.486 (60,1%) |
| Афроамериканци    | 6.995 (22,5%)  | 9.587 (31,2%)  |
| Азијати           | 586 (1,9%)     | 871 (2,8%)     |
| Хиспаноамериканци | 515 (1,7%)     | 1.158 (3,8%)   |
| Укупно            | 31.118         | 30.734         |